# Îmblânzitoarea de tigri (film din 1955)
Îmblânzitoarea de tigri grafiat la momentul lansării Îmblînzitoarea de tigri, (titlul original: în rusă Укротительница тигров) este un film de comedie sovietic, realizat în 1955 de regizorii Aleksandr Ivanovski și Nadejda Koșeverova, protagoniști fiind actorii Liudmila Kasatkina, Pavel Kadocinikov, Leonid Bîkov și Pavel Suhanov.

## Distribuție
- Liudmila Kasatkina – Lena Voronțova, responsabila cu întreținerea animalelor sălbatice, care visează la o carieră de îmblânzitoare
- Pavel Kadocinikov – Fiodor Ermolaev
- Leonid Bîkov – Petia Mokin
- Pavel Suhanov – Nikita Antonovitch, director de circ
- Konstantin Sorokin – Ferapont Ilici, contabil șef al circului
- Glikeria Bogdanova-Cesnokova – Maria Mihailovna, soția lui Ferapont
- Nina Urgant – Olecika, fiica lui Ferapont Ilici
- Boris Eder – Anton Teleghin, dresor
- Tatiana Pelțer – Emmy Voronțova, mama Lenei
- Aleksandr Orlov – Vasili Voronțov, tatăl Lenei
- Serghei Filippov – Kazimir Almazov, dresor
- Anatoli Korolkevici – Mohican, iluzionist
- Piotr Lobanov – unchiul Vasia
- Margarita Nazarova – dresoarea de tigri (dublajul Liudmilei Kasatkina)
- Nikolai Trofimov – Micikin, redactorul de jurnal
- Boris Viatkine – clovnul cu câini
- Purș – tigrul, în propriul rol

## Lansare
A fost lansat în anul 1955 și a avut parte de mare succes comercial, fiind vizionat de 36,7 milioane de spectatori în cinematografele din Uniunea Sovietică.